# فرد دیویس (بازیکن فوتبال، زاده۱۹۲۹)
فرد دیویس (انگلیسی: Fred Davis; ۲۳ مهٔ ۱۹۲۹ – ۱۰ سپتامبر ۱۹۹۶) بازیکن فوتبال بود.
از باشگاه‌هایی که در آن بازی کرده‌است می‌توان به باشگاه فوتبال ورکسام اشاره کرد.